# 태양 저편으로의 여행
태양 저편으로의 여행(Doppelganger, Journey To The Far Side Of The Sun)은 영국에서 제작된 로버트 패리시 감독의 1969년 영화이다. 로이 티니스 등이 주연으로 출연하였고 게리 앤더슨 등이 제작에 참여하였다.

## 출연

### 주연
- 로이 티니스
- 이안 헨드리
- 패트릭 위드마크

### 조연
- 린 로링
- 로니 본 프리에들
- 조지 스웰
- 에드 비숍
- 필립 매덕
- 블라덱 쉐이벌
- 조지 미켈
- 허버트 롬

## 제작진
- 미술: 밥 벨